# Komárom városrészei (Szlovákia)

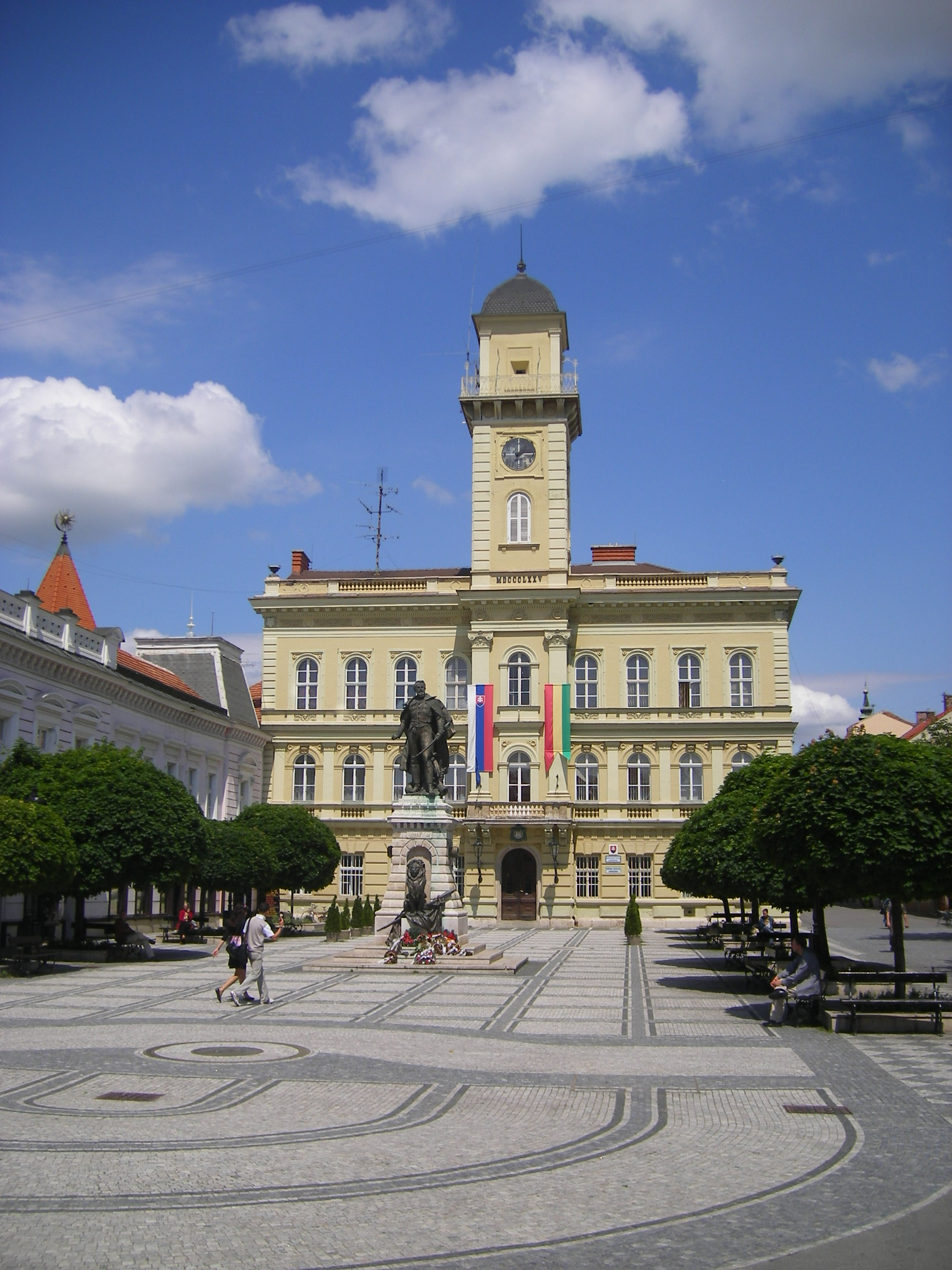
A Klapka tér

A szlovákiai Komárom városa összesen 2 kataszteri területre (Komárom, Örsújfalu) és 11 városrészre oszlik, melyek közé a tulajdonképpeni városon kívül 10 különböző településrész tartozik. Ezeket 1948-1980 között csatolták el a szomszédos községektől (Keszegfalva, Izsa, Hetény); majd 1980-ban a korábban önálló Örsújfalut is Komáromhoz csatolták, ezzel alakult ki a város mai, 102,88 km²-es területe.

## Belváros
A város történelmi magját északon a Rákóczi utca, nyugaton pedig a Kertész utca határolja. Keletről a komáromi várral (az egybeépült Ó- és Újvár) szomszédos, mely a legutóbbi időkig katonai használatban volt, így a vár és a város élete élesen elkülönült. A középkori Komárom a mai Újvár helyén terült el. A várat a várostól az Anglia-park választja el, mely a városi termálfürdőnek is otthont ad. Tőszomszédságában található a város központi tere, a Klapka-tér, melynek legfontosabb nevezetességei Klapka tábornok szobra, a Zichy-palota és a városháza. Innen nyugati irányban a Megye és a Nádor utca, észak felé pedig a Jókai és a Ferences barátok utcája ágazik el, melyekben a város műemlék épületeinek többsége található. Az óváros északi határán a Kossuth tér és a Szent Rozália templom, nyugati határán a Lúdpiac tér és a Štefánik tér található.
Klapka tér – A város mai főtere piactérként alakult ki a 17. század második felében. Korábban egy posványos tó volt itt, a város akkori keleti kapujánál. Ma a város legismertebb pontja, északi oldalán áll a városháza épülete, nyugatról a Zichy-palota, keletről a rendelőintézet épülete, délről a 19. században épült egyemeletes polgárházak övezik. A tér közepén áll a város hős védőjének, Klapka Györgynek 1991-ben újra felavatott egész alakos szobra.
Anglia-park – Az erődrendszer kiépítésének kezdetekor az állami kincstár kisajátította a vár előterében álló területet, és az itt álló házak lebontásával angolparkot létesített. Fásítását 1835-ben kezdték meg Bákonyi Imre várparancsnok utasítására. A park szélén számos katonai létesítmény volt, többek között lovarda és különféle raktárak, majd 1863-ban felépült a Tiszti Pavilon. A park a lakosság és a várban állomásozó katonaság kedvelt pihenő- és szórakozóhelyévé vált. 1852-ben nyári szabadtéri színpad is létesült itt, melyet 1887-ben újjáépítettek és 1911-es lebontásáig otthont adott a színielőadásoknak. 1891-ben ipari és gazdasági kiállítást is tartottak itt, melynek legdíszesebb része a tatai Esterházy-uradalomé volt. Az Esterházy-pavilont a grófok a városnak adományozták, 1900-1913 között múzeumként szolgált, az 1920-as évek elején bontották le.

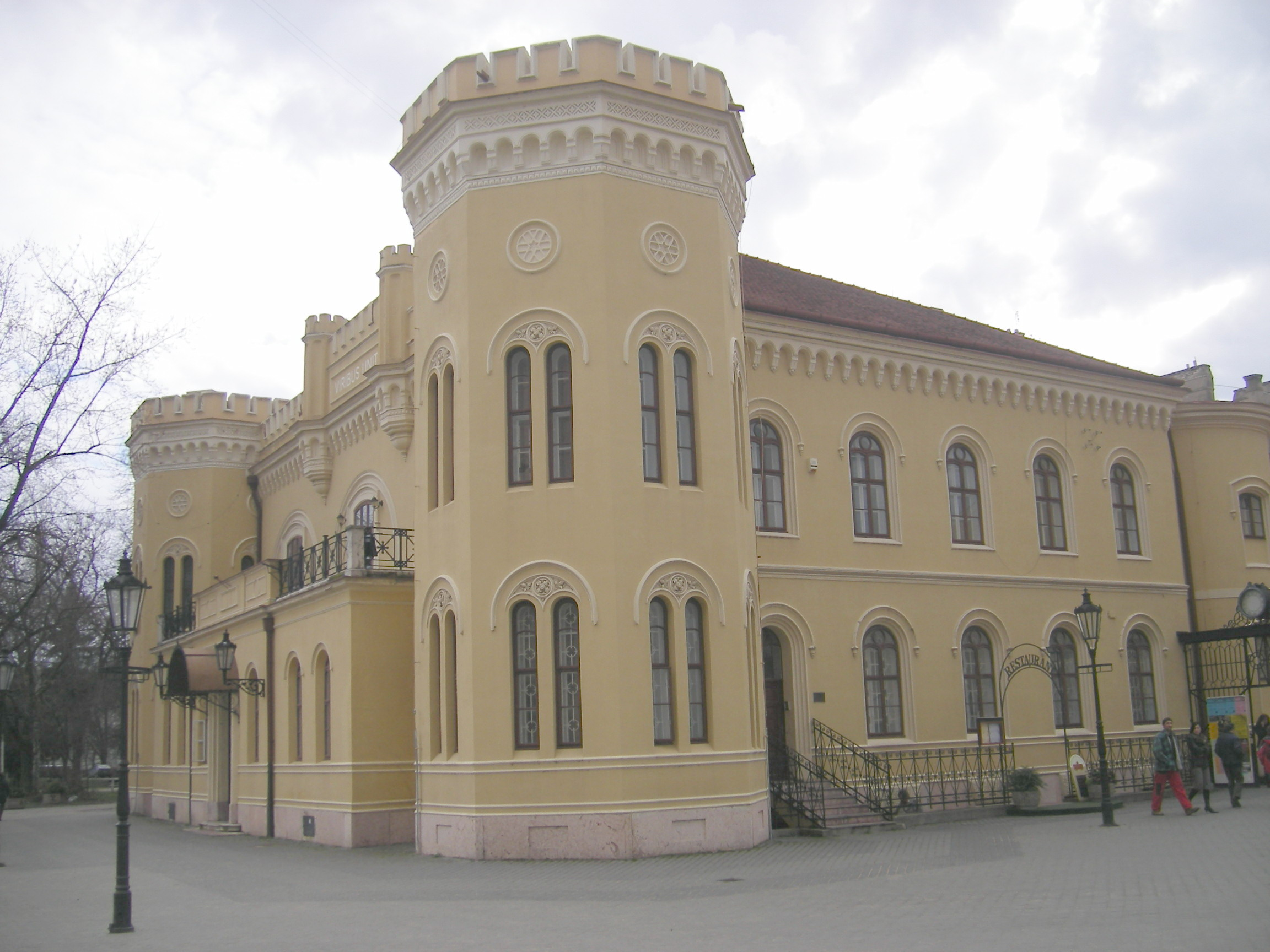
A Tiszti Pavilon

A park 1945-ig a katonaság gondozásában volt, a padok használatáért helypénzt kellett fizetni. Nyugati oldalán (a Belső körúton) a lovarda és a katonai raktárak lebontásával 1952-1954 között – a kor jellegzetes stílusában – négyemeletes háztömböket emeltek. A park déli részén, a tiszti pavilon mellett gyermekparkot létesítettek 1950-ben, mely előtt Pátzay Pál I. világháborús emlékművének helyén, ugyanebben az évben Klement Gottwald-mellszobrot avattak (1990-ig állt itt). A park északi részén 1962-ben strandfürdőt létesítettek, mely a termálforrás feltárása (1967) után hamarosan forgalmas termálfürdővé alakult át. Ma a városba érkező idegenforgalom egyik legfontosabb célpontja. A fürdő szomszédságában található a városi sporttelep, a Panoráma szálló és a városi kemping.  A park déli részén, a Vár utcában, a volt katonai parancsnokság szomszédságában áll a Városi Művelődési Központ (VMK) épülete.
A Tiszti Pavilon U alakú hatalmas épülete 1858-1863 között épült, az akkori Vágó (ma: Vársor) utca vár felé néző oldalán. A helyőrség tisztjei és családjaik kaptak itt lakást, itt működött a tiszti kaszinó. A kapubejárat fölött látható az egykori világítóóra rámája. 1927-től itt működött (a pavilon nagytermében) a város mozija. Az épületet később különféle intézmények használták, a park felé eső oldalán vendéglő létesült, a Vársor utcai oldalon a városi hivatal kapott helyet. A 2000-es évek elején ideköltözött a Selye János Egyetem, mely a pavilon átalakításával járt. Udvarában felavatták Selye János mellszobrát, díszkutat és kis hidat is építettek. A pavilon falán látható Stanislav Prowazek emléktáblája, aki 1880-1882-ben élt itt szüleivel.

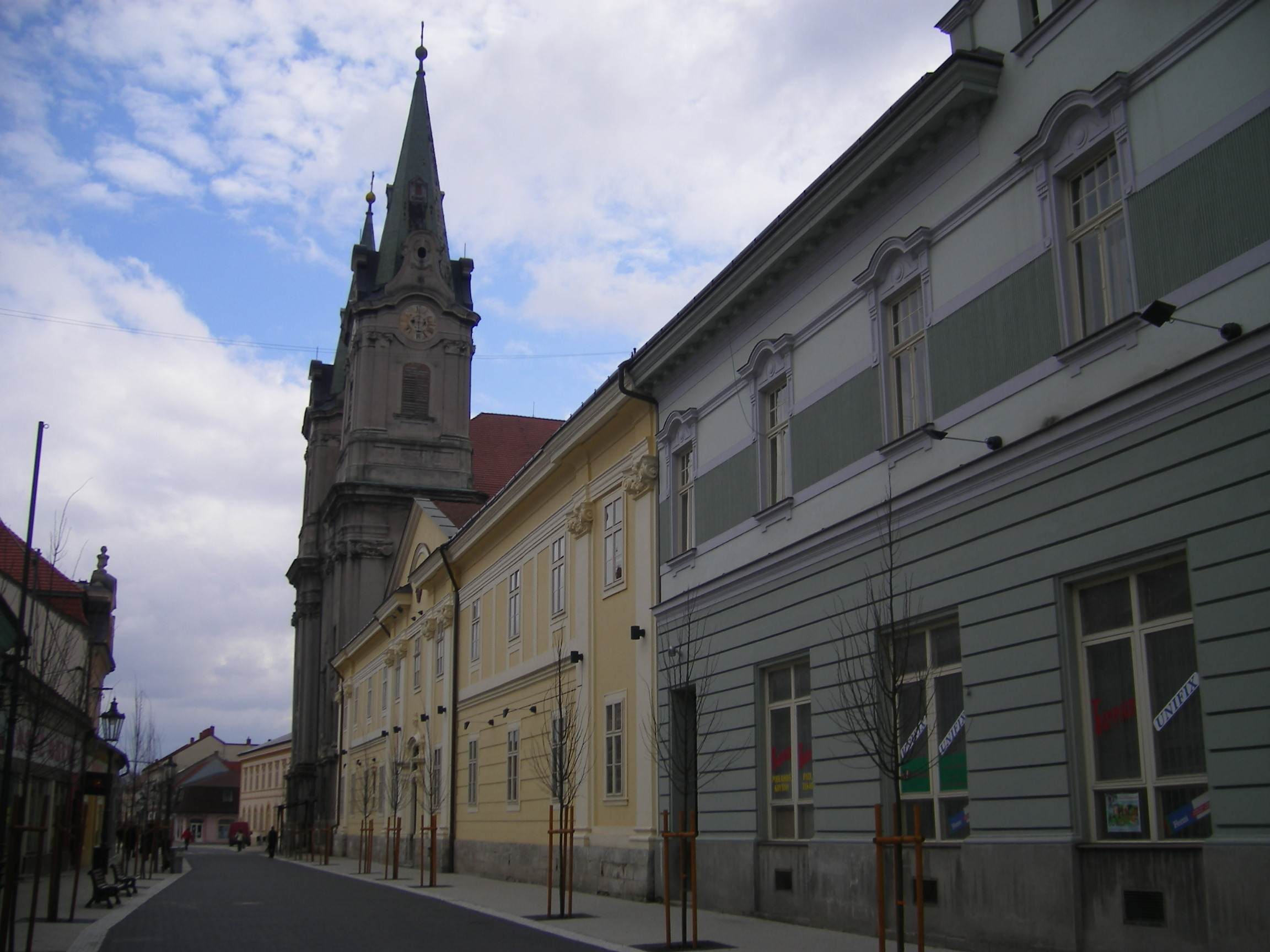
A Nádor utca a Szent András-templommal és a bencés rendházzal

Nádor utca – a város főutcája a Klapka-téren kezdődik (a középkori Komárom városkapujánál) és nyugat felé halad a Lúdpiac térre, majd innen egészen a Duna-rakpartig halad. A Pozsony felé haladó út mentén alakult ki a 17. század második felében. Alsó részét a katolikus templom után Szent András utcának nevezték, felső részét pedig az itt letelepült délszláv kereskedők után Rác utcának. Mai nevét 1848-ban kapta az erődvonalat építtető József nádorról. A város egyik leghangulatosabb utcája, a Lúdpiac térig terjedő szakasza sétálóutca. Egészen az 1960-as évekig élt itt a korzózás szokása.
Számos műemlék épülete van: a 8. számú ház helyén állt eredetileg a Ghyczy-kúria (az épület, melynek szomszédságában a királyi sóhivatal is állt, az 1848-as tűzvészben pusztult el), itt született Ghyczy Kálmán (az 1945-ben szétvert emléktábláját 2006-ban újra felavatták). Az utca legkiemelkedőbb épülete a Szent András templom. Szomszédságában áll a bencés rendház épülete, mely 1848-1860 között a gimnáziumnak is otthont adott. A második világháború után a hajógyári szaktanintézet diákotthona lett, de ma ismét a bencéseké. Falán híres lakóinak emléktáblája látható.
A templommal szemben áll a Duna Menti Múzeum épülete. A mai épület 1913-ban épült, mint Kultúrpalota, historizáló stílusban. Helyén állt 1749-től a bencés kisgimnázium épülete (a gimnázium 1908-ban költözött mai helyére, a Király püspök utcába). A Kultúrpalotát a Jókai Egyesület építtette Hültl Dezső tervei alapján.
A 19. számú házban működött 1879-től a második világháború végéig a város legrégebbi nyomdája, amely Ziegler Károly, majd Rónai Frigyes, Freisinger Mór és a Puzsér testvérek tulajdonában volt.

A Szent József-kápolnát Zichy Ádám udvari tanácsos létesítette 1741-ben végrendeletében tett alapítványával. A 20. század elejéig egyben a szegények ispotályaként is szolgált. A szomszédos ispotály épületét 1904-ben Spitzer Béla nyomdatulajdonos vette meg, aki itt alakította ki a város legnagyobb nyomdáját, mely 1950-ig működött az épületben (ma: könyvesbolt). 

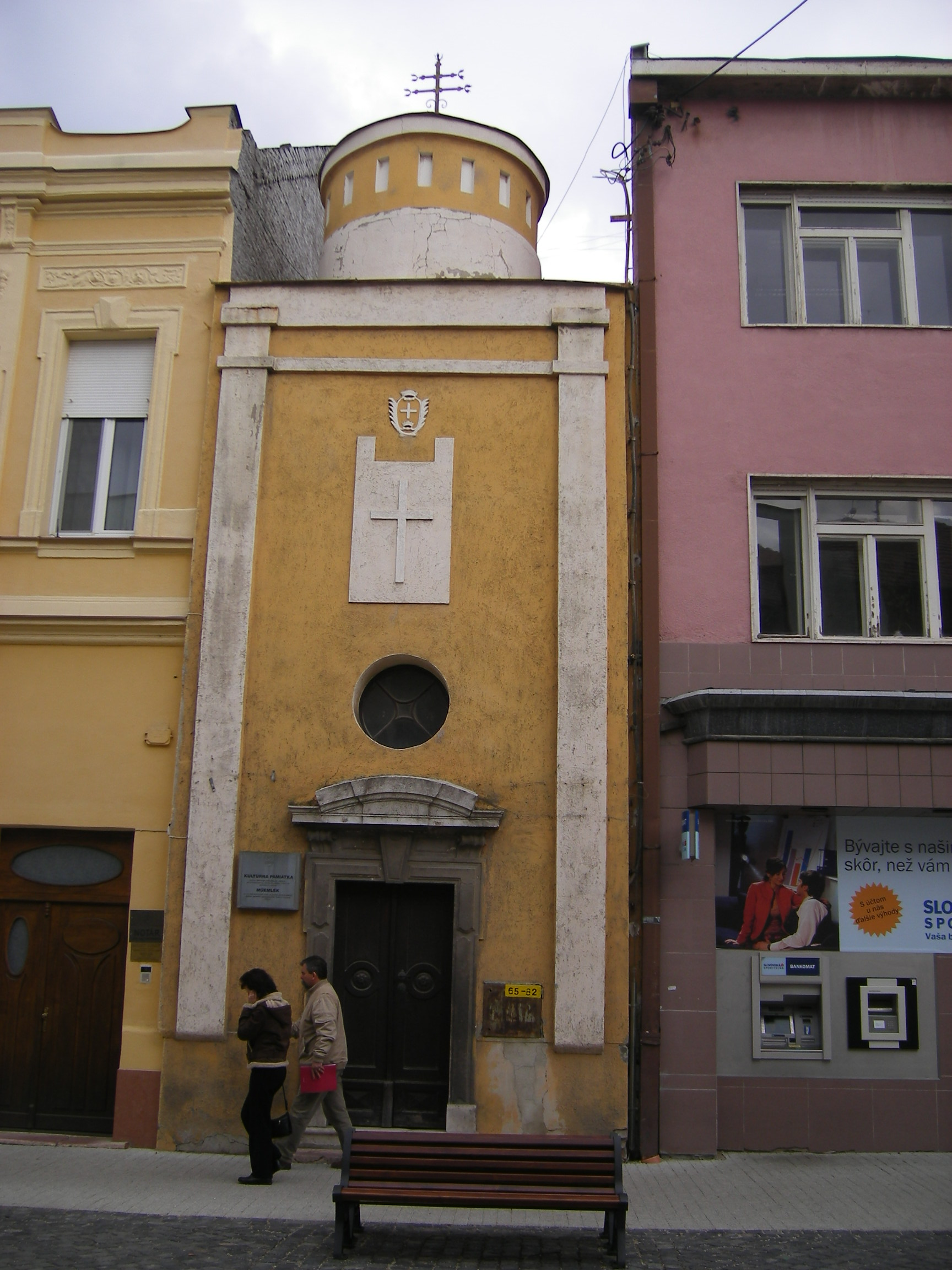
A Szt. József-kápolna

A 39. számú sarokház 1901-1902-ben épült Fischer Ferenc építész tervei szerint a Komárom-vidéki Takarékpénztár székházának, a város legszebb szecessziós épülete.
A Nádor utca és a Kertész utca kereszteződésénél, a Kis-Duna híd feljárójának lábánál alakult ki a Lúdpiac tér. Déli részének házsorát (ahol Lehár Ferenc szülőháza is állt) az 1970-es évek második felében lebontották, majd kialakították a zeneszerzőről elnevezett Lehár parkot, ahol 1980-ban szobrot is állítottak a tiszteletére. A Lehár utca a Duna-partra vezet ki, legismertebb épülete az 1907-ben épült Vigadó, melyet 2007-ben újítottak fel (előtte sokáig Ryba néven halvendéglő működött itt). Szomszédságában áll az egykori Grand Kávéház 1898-1901 között épült jellegzetes épülete.
A Nádor utca a Kertész utcán túl is folytatódik, és a Kikötői (VII.) lakótelepen ér véget. Ezen a szakaszon jelentősebb épületei a ráctemplom, mely mai formájában 1851-ben épült, valamint az egykori katolikus elemi fiúiskola (ma: kisegítő iskola) 1896-ból.
Megye utca – A Szentháromság-szobornál ágazik el és nyugati irányban halad a Štefánik térig. A téren túl is folytatódik, ezt a szakaszt a 20. század elején Király püspök utcának nevezték el. Első nevezetes épülete az egykori Centrál Szálló (ma biztosító üzemel benne). Már a 18. században is vendéglő állt itt, majd a 19. század végén itt üzemelt a Rudolf-féle kávéház. 1924-1928 között akkori tulajdonosa, Tromler Miklós kibővíttette, a szomszédos telken hangversenytermet, kistermet és tetőteraszt létesített (ma itt működik a Tátra mozi).
Az utca névadója a  kétemeletes vármegyeháza 1813-ban épült, Komárom vármegye nemessége emeltette. Nagytermét 1896-tól a csehszlovák megszállásig Feszty Árpád Bánhidai Csata című festménye díszítette. Gesztenyefákkal beültetett udvara a Monarchia idején zajos tisztújító gyűlések színhelye volt. 1885-ben itt helyezték el a megyei könyvtárat is, melyet Kultsár István alapított 1827-ben. 1907-ben a városi népkönyvtárat is itt helyezték el. A Kultúrpalota felépültéig működtek itt a könyvtárak. 1918 után járási hivatalként szolgált. 1938 októberében emeleti tanácstermében folytak a szlovák-magyar határmegállapítási tárgyalások Kánya Kálmán és Jozef Tiso részvételével. 1938-1945 után ismét vármegyei hivatalként, majd 1945 után járási hivatalként működött.  Bejárata felett a vármegye domborművű címere látható.
A Megye utca a Štefánik térbe torkollik, melynek legnagyobb része parkként funkcionál. Helyén állt egykor a trinitáriusok 1733-ban épített kolostora, melyet 1825 után katonai kórházzá alakítottak. Az 1940-es évek végén bontották le, ekkor alakították ki a teret. Nyugati oldalán áll a város legnagyobb szállodája, az 1962-ben épített Európa Szálló, vele szemben pedig a szovjet tengerész emlékműve (1965). Északi oldalán 1963-ban épült fel a Szakszervezetek Művelődési Háza, melyet a rendszerváltás után a Matica Slovenská sajátított ki. Az épület előtt 1990-ben állították fel M.R. Štefánik állószobrát, homlokzatára pedig 2003-ban Cirill és Metód szobrát, Ladislav Berák alkotását rakták. A tér déli oldalán húzódó házsor érdekes épülete a 13.-14. számú Feketekutyás ház. A megyeházzal szemben, a tér sarkán áll 1999 óta a Meghurcoltak emlékműve.

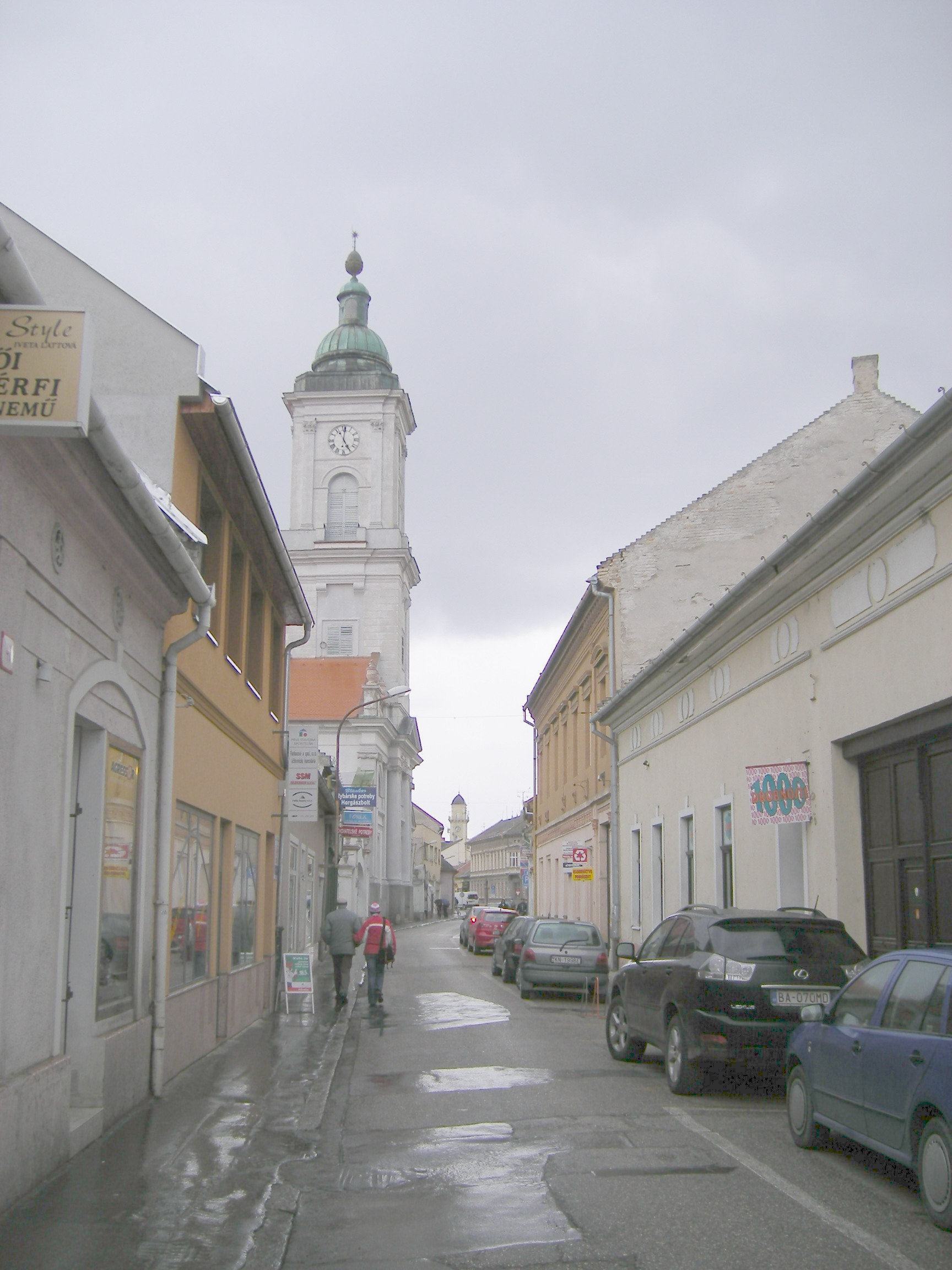
A Jókai utca a Kossuth tér felől

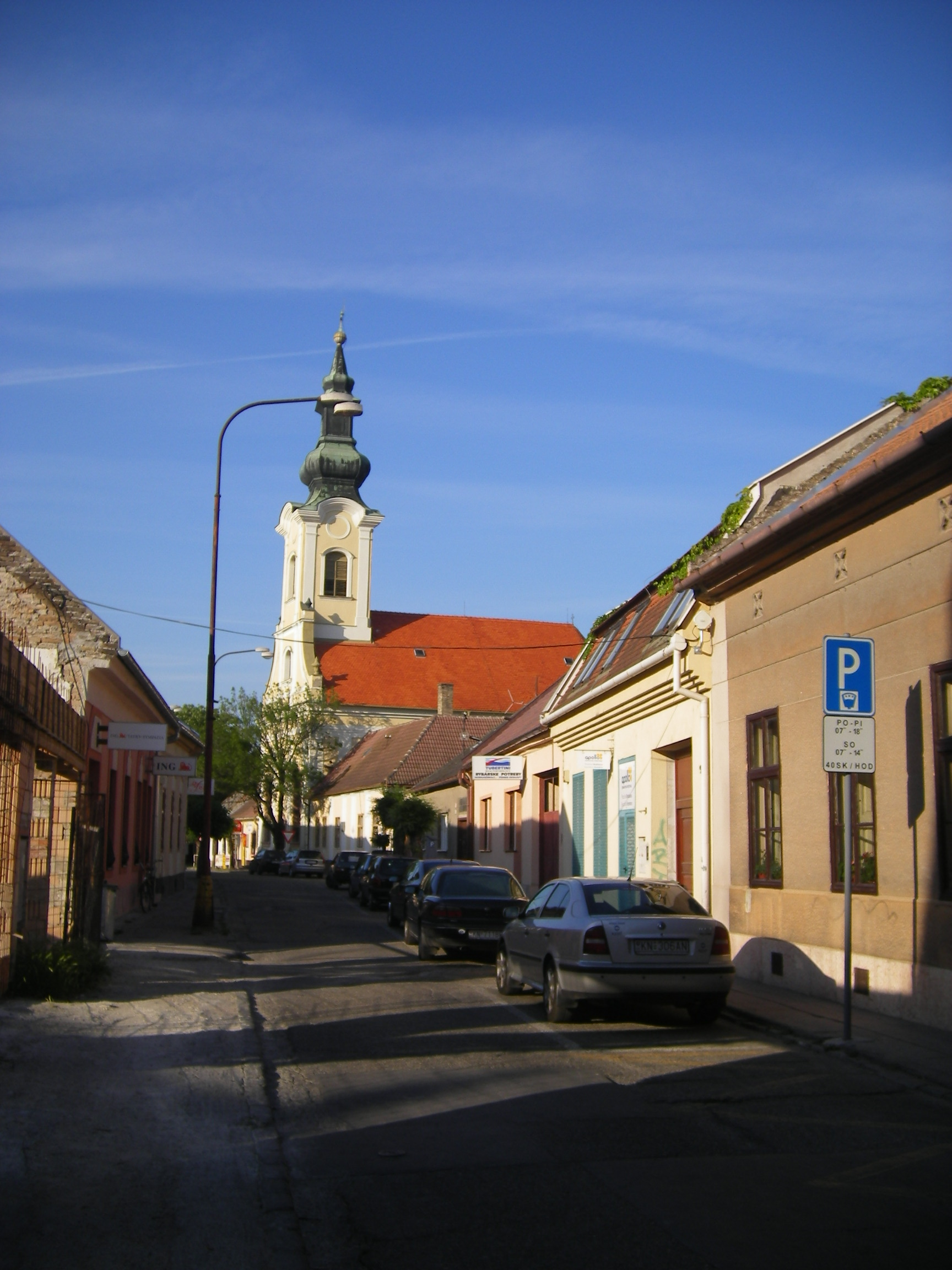
A Ferences barátok utcája az evangélikus templommal

Jókai utca – A Klapka térről északi irányban nyíló és a Kossuth térig vezető utca a 17. század közepén alakult ki. 1881-ben kapta mai nevét. Főként kereskedők és iparosok lakták, felső részén épült fel a komáromi református templom és  kollégium.
Az utca déli végénél, a városháza szomszédságában áll a Szent Anna-kápolna, mely ahhoz a szomszédos szegényházhoz tartozott, melyet Miletics Borbála alapított 1709-ben. Építését 1750-ben fejezték be. A 9. szám alatti házban (melyet Schmidthauer Lajos gyógyszerész építtetett az 1880-as években) működik a művészeti alapiskola. A 15. számú házban 1940-ig működött a Neuhauser-nyomda. A 24. számú háznál, a Népbank egykori székházánál nyílik a Határőr utca, amelynek legtöbb háza az 1890-es években épült (az 1848-as tűzvész után sokáig főként kertek voltak itt). Az 1. számú lakóház (1897-ben épült) helyén állt az a ház, ahol 1826-1841 között Jókai Mór nevelkedett. A 3. számú házban élt 1907-1929 között Selye János. Mindkét épületen emléktábla őrzi híres lakóik emlékét. A Határőr utcában áll még az 1895-1896-ban épült Törvényszéki palota (ma: járási bíróság), a határőrlaktanya (előtte kutyás határőrszoborral) és a szlovák alapiskola (eredetileg 1893-ban épült polgári leányiskolának).
A Jókai utca 25. számú háza helyén állt korábban a kismegyeháza, melynek épületében később elemi iskola, rajziskola és a városi rendőrség is működött. A második világháború után lebontották. A református templomot 1788-ban szentelték fel, kőtornyának építését 1832-ben fejezték be. Vele szemben tágas udvar közepén áll a nagy múltú református kollégium épülete, melyet 1796-ban építettek. A kollégium udvarának az utca felé eső részén álló 36. számú házban működött 1944-ig a városi posta. A 38. számú házban élt Domonkos János gabonakereskedő, akiről Jókai Mór az aranyember alakját mintázta.
Kossuth tér – a mai tér a belváros északi szélén helyezkedik el, keresztülhalad rajta a Rákóczi utca, mely egyben a Pozsonyba vezető főút is. Északról a Rozália tér csatlakozik hozzá, mely az itt álló Szent Rozália templomról kapta a nevét. A tér a régi református temető helyén alakult ki. Az 1710-1711-es pestisjárvány áldozatait is ide temették, majd lezárták a temetőt. A területről később a sáncok feltöltéséhez sok földet elhordtak, szénáskertként, majd a városi tehéncsorda gyülekezőhelyeként szolgált. Árvizekkor, valamint egyéb katasztrófák idején ide – mint a környék legmagasabbra eső részére – hordták a lakosok megmentett vagyonukat. 1763-ban a reformátusok egy kis fatemplomot is emeltek itt, melyet még abban az évben le kellett bontaniuk. A 19. század elején részben piactérként szolgált, gödrös része elmocsarasodott, melyet csak a Szent Rozália templom felépülte után töltöttek fel. 1903-1926 között a téren állt Meszlényi Ferenc mutatványos körhintája és hajóhintái, valamint fényképező műhelye. Az első köztársaság idején ,a május elsejei kommunista nagygyűlések színhelye volt, ezért később Május 1.-térnek is nevezték (1992-ig). Az 1990-es évek derekáig autóbusz-pályaudvar és piac helyszíne volt, ekkor épült fel déli részén a tér alakjához igazodó alakú vásárcsarnok. A vásárcsarnok építésekor számos sírt tártak fel az egykori temetőből, a csontokat a református temetőben temették újra. A tértől keletre a IV. lakótelep tömbházai húzódnak a Rákóczi utca mentén a Vág-Dunáig.
A Rozália térről nyíló (a kórház kibővítésével zsákutcává váló) Beöthy utcában állt az egykori Beöthy-ház, melyet 1981-ben lebontottak, de a szemközti házon később újra felavatták Beöthy László és Zsigmond emléktábláját.
Ferences barátok utcája – a Klapka teret köti össze a Gombai utcával, a 17. század első felében épült, ekkoriban főként német iparosok lakták. Az utca a nevét a városban 1672-ben, az ellenreformáció során letelepedő ferencesekről kapta, akiknek egykori temploma ma is itt található. A helyőrségi templommal szemben az egykori református lelkészlak (22. számú ház) falán emléktábla (1904-ben állították, 1991-ben kerülhetett vissza eredeti helyére) őrzi híres lakóinak, id. Péczeli József költőnek, ifj. Péczeli József történész-akadémikusnak és Tóth Lőrinc írónak az emlékét. Az utca másik nevezetes épülete az evangélikus templom. Az utca északi végénél 2005-ben állították fel Csokonai Vitéz Mihály szobrát.

## Kikötői városrész
A városnak ezt a részét keletről a Kertész utca, északról a Megyercsi utca határolja, nyugatról pedig a Nádor-vonal egykori I. bástyája mögött már a Komáromi hajógyár ipari területe húzódik. Délről a Kis-Duna (kikötői ág) rakpartja övezi, az itt haladó utca is a Duna-rakpart nevet viseli. A városrész tengelye a déli részén délkelet-északnyugati irányban haladó Eötvös utca, mely mentén az 1970-es években a város legnagyobb lakótelepét alakították ki (ez a VII., vagy Kikötői lakótelep). A városrész északi részén az egykori gazdanegyed házait nagyrészt szintén lebontották. Északnyugati részén található a városi temető. Délkeleti részén húzódtak egykor a Thököly-felkelés idején emelt városi sáncok.

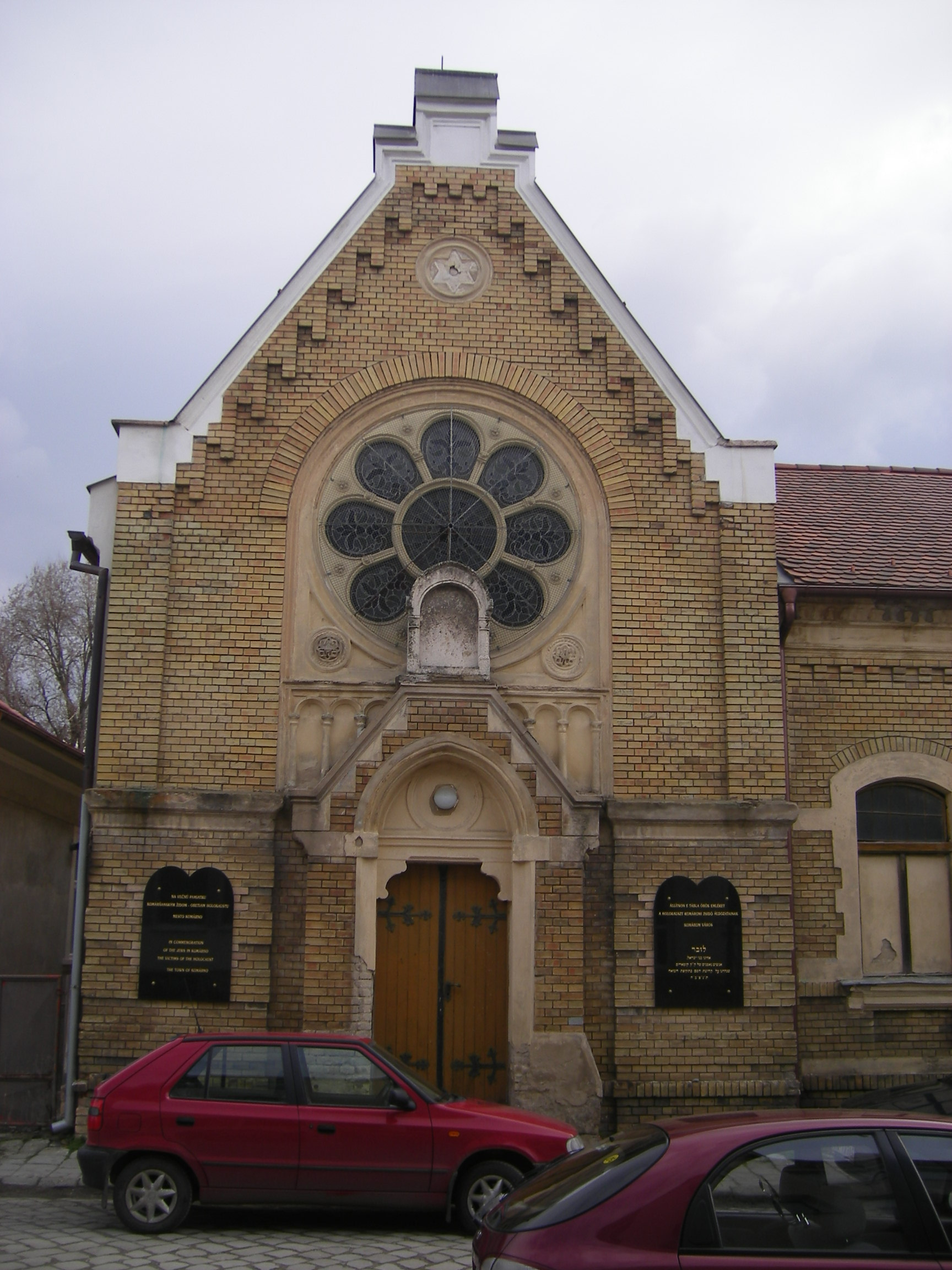
A zsidó Kistemplom a Štúr utcában

Az 1761-ben kialakult, egykori telektulajdonosáról, Haynal Ádámról elnevezett (mai nevén: Štúr utca) utcában található az 1944 előtt számottevő (mintegy 2 ezres) komáromi zsidóság két építészeti emléke: az 1896-ban épült Menház, valamint a Kistemplom, melynek falán 1992-ben helyezték el a holokauszt emléktábláját (az eredeti kőtáblát, Kern Mihály alkotását 1998-ban ellopták, 2006-ban új, fekete márványtáblákat helyeztek el). Ma ez a város egyetlen működő zsinagógája. Az 1904-ben épített ortodox zsinagógát sokáig raktárként használták, majd öregek otthonává alakították át. A Király Püspök utca és a Štúr utca kereszteződésénél 1862-ben épült egykori Nagytemplom ma sportközpontként szolgál .
A Megye utca folytatását az 1910-es években Király József után nevezték el Király Püspök utcának. Az Ispotály utca sarkán álló épületben működött 1801-1879 között a komáromi nyomda. Az utca legnevezetesebb épülete a Selye János Gimnázium 1908-ban emelt épülete. Vele szemben, a 10. számú ház falán emléktábla jelzi, hogy egykor itt állt Jókai Mór szülőháza, mely az 1848-as tűzvészben égett le. Mellette a főposta 1944-ben emelt épülete található.
Az Ispotály utcától nyugatra elterülő városrész mai alakját az 1970-es években nyerte el, amikor régi utcák tucatjait számolták fel az új lakótelep kialakításakor. A városrészben csak elvétve maradtak fenn régebbi épületek, mint például a Király püspök utca felső részén a Marianum, a bencés gimnázium 1929-ben épített internátusa (ma egyházi alapiskola). Az Eötvös utca jellegzetes épületei: a Hajós áruház, a Szinnyei Könyvtár, az uszoda és az Eötvös Utcai Alapiskola, valamint a temető melletti 12 emeletes lakóházak. A Duna-rakparton áll a város legmagasabb építménye, a lakótelepi fűtőház 130 m magas kéménye. A városrész nyugati határán, a hajógyár bejáratánál a lerombolt I. bástya felújított része a Pozsonyi-kapu. Ezen a környéken terült el az egykori Kúria városrész.
A városrész északi része volt az egykori gazdanegyed, melyre legfontosabb utcájának, a Gazda utcának a neve is emlékeztet. Központja a Széna tér, ahol a város egyik jellegzetes épülete, az 1902-ben épült 28 m magas víztorony található. A tér helyén állt egykor az 1848-as tűzvészben elpusztult városmajor. Déli oldalán áll a szlovák gimnázium (eredetileg polgári fiúiskolának 1910-ben emelt) épülete, keleti oldalán 1976-ban épült az egykori kommunista pártház (ma egészségügyi intézményeknek ad otthont), vele szemben áll az antifasiszta mártírok emlékműve. Innen indul a vasúti pályaudvar felé az 1960-as években kialakított Petőfi utca, melyen a Jókai színház 1987-ben emelt modern épülete is található. Vele szemben áll a Gépipari Szakközépiskola épülete.
A Kertész utca nyugati oldalának jellegzetes épületei a rendőrség irodaháza, valamint az 1980-as években épült piramis alakú irodaház. A Gazda utca kereszteződésénél található az egykori Prior épülete, mely sokáig a város legnagyobb áruháza volt.
A városrész nyugati részén, a Megyercsi út és a Temető sor között egymás mellett található a nagy területet elfoglaló katolikus és református temető (Fő szócikk), valamint az Aranyember utca és a pozsonyi autóút felüljárója között elterülő izraelita temető is.

## Egyéb városrészek

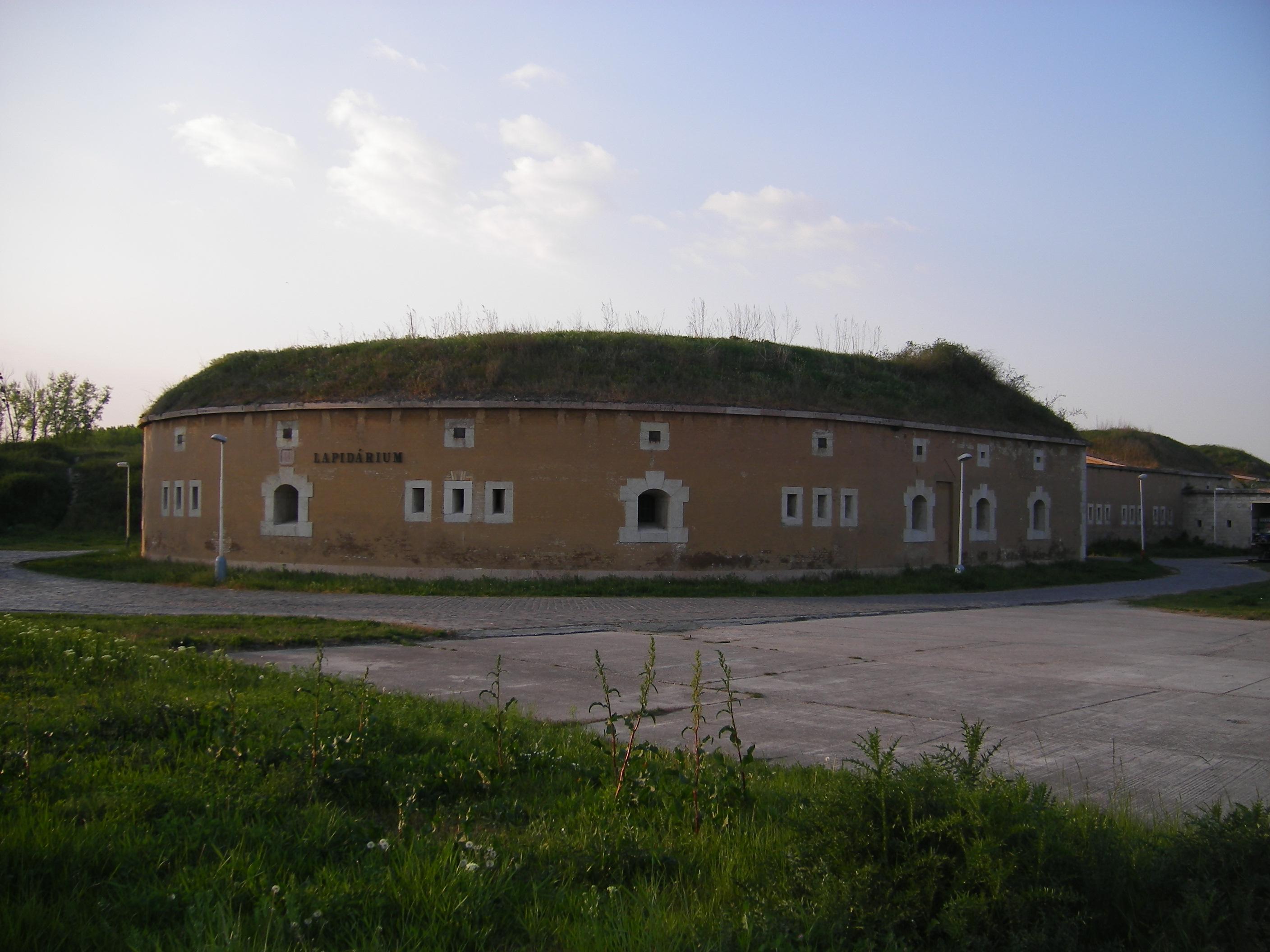
A Nádor vonal VI. bástyája (lapidárium)

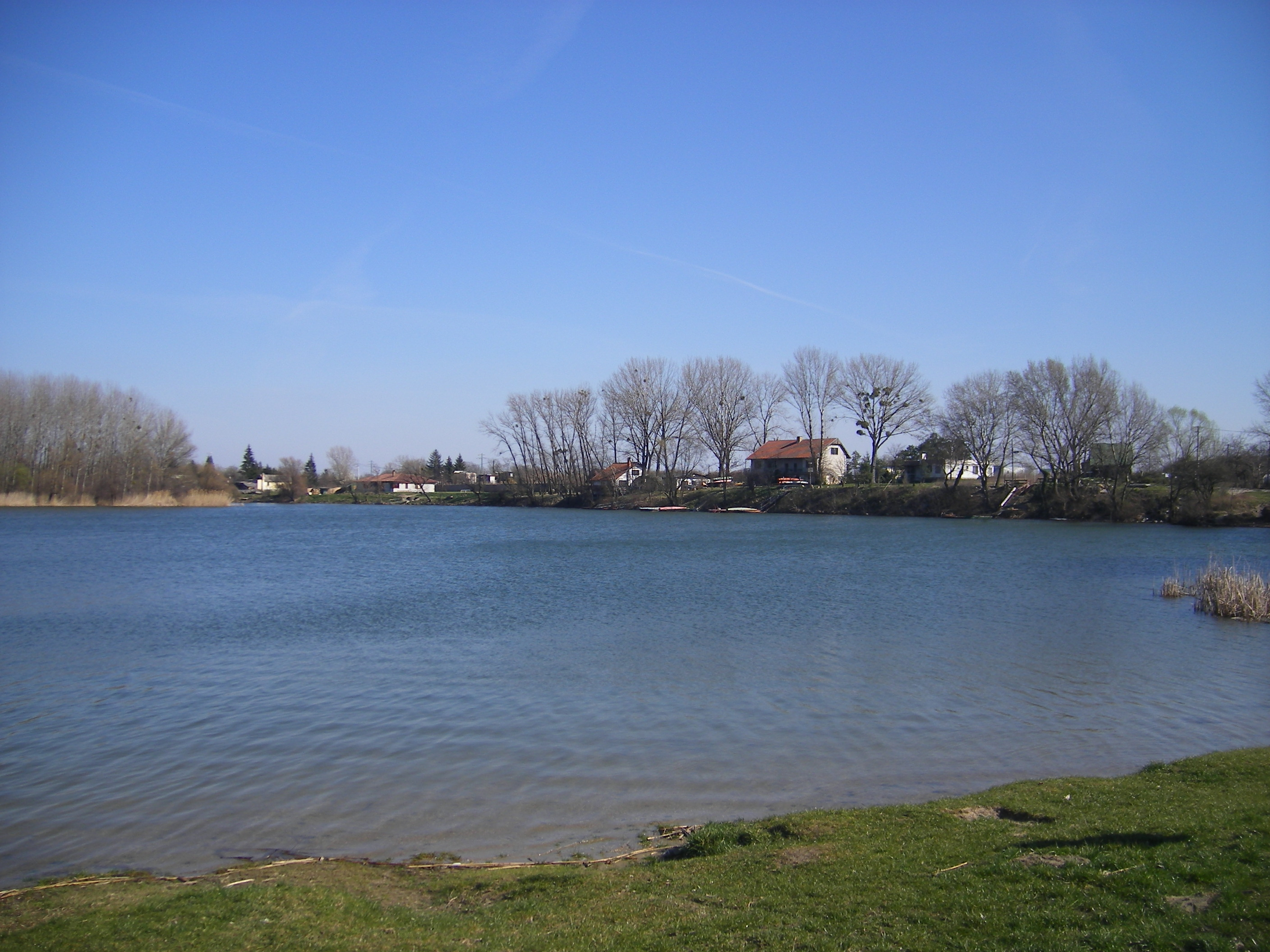
A Holt-Vág partján

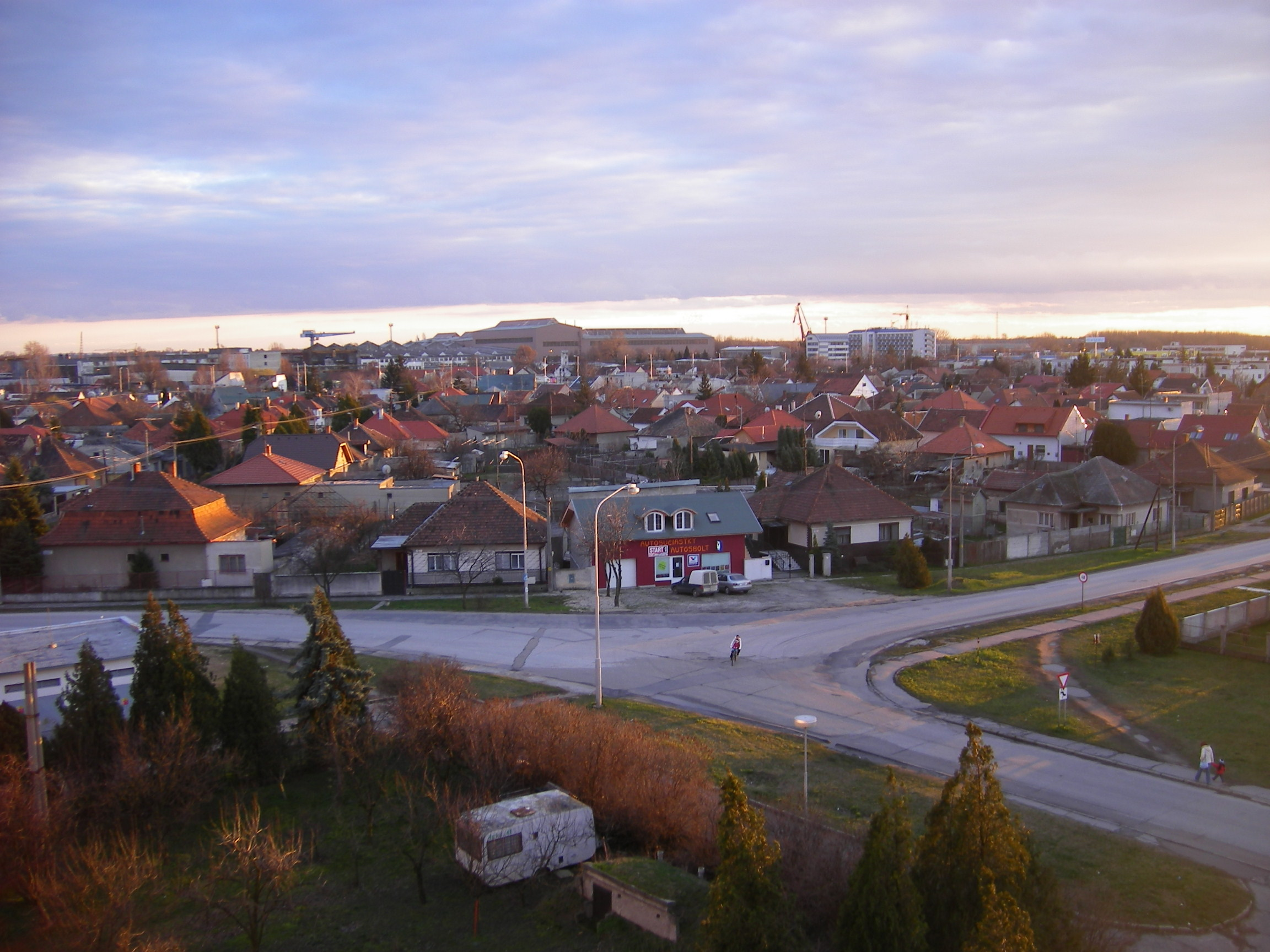
A Bene-lakónegyed

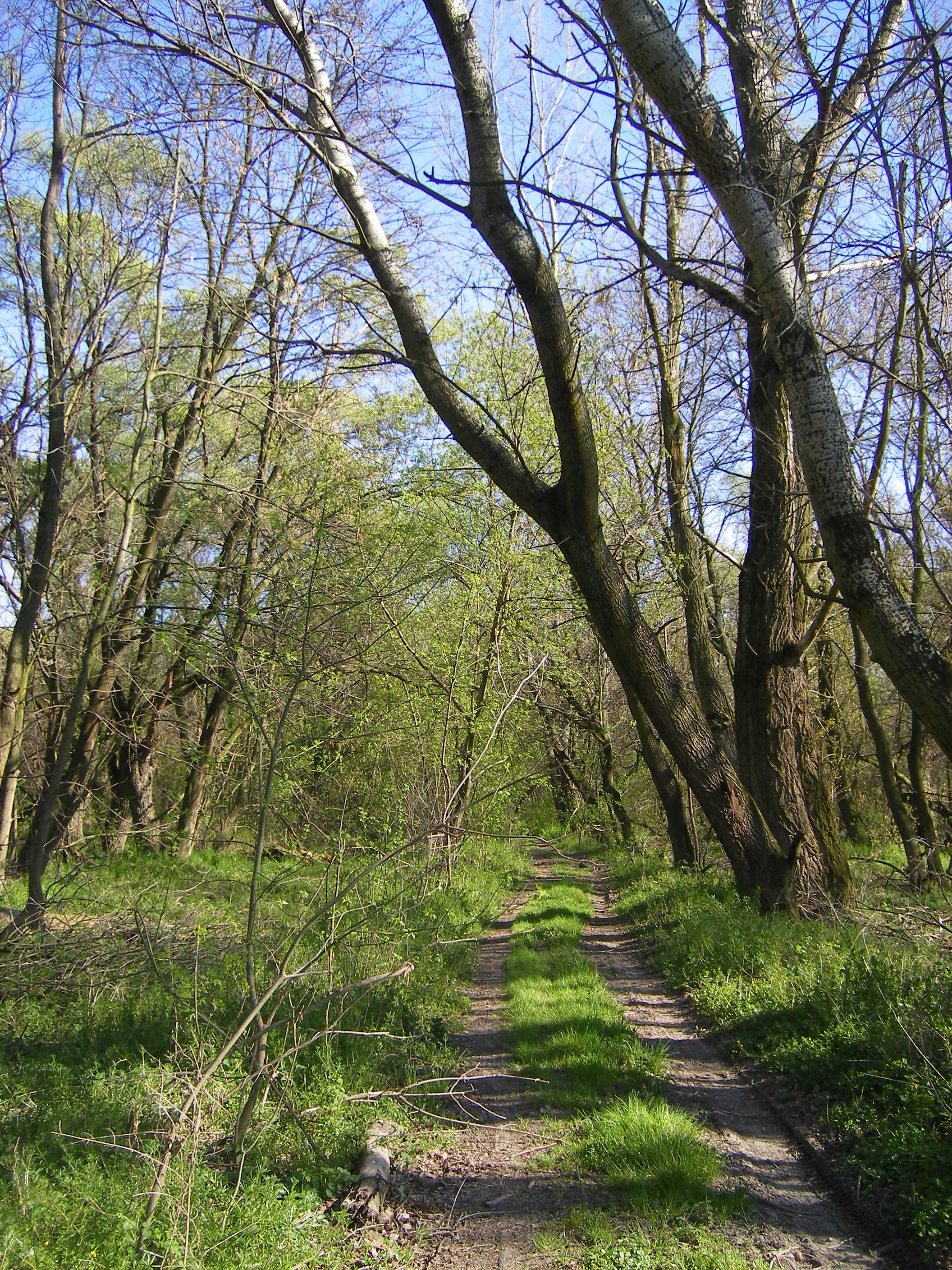
Az Apáli Természetvédelmi Terület Lándornál

A Megyercsi úttól, a Rozália tértől és a Rákóczi úttól északra kezdődő városrész az érsekújvári vasútvonalig terjed. Az 1920-as évekig a város beépített területe a Kis-Ér sorig terjedt. Ezen túl szántóföldek és rétek, valamint a komáromi gazdák szérűskertjei terültek el. A Nagy-Ér sor mögött húzódott a Cigánymező, ahová 1849-ben a város lakói menekültek az osztrák bombázások elől. A vasútállomás megépülésével (1910) kezdett el errefelé terjeszkedni a város, az 1920-as évek második felében a vasúti töltésig terjedő területet felparcellázták, családi házas beépítés alakult ki, mely az 50-es évektől új, emeletes lakóházakkal egészült ki: a Víz utca környékén építették ki a IV. (Vág) lakótelepet. Ebben a városrészben található többek között a városi kórház (mely 1896-1902 között létesült, majd a szocializmus évtizedeiben nagy területen fekvő járási egészségügyi központtá bővült), a gázgyár, valamint a Komenský utcai és a Munka utcai alapiskolák. A vasútállomás előtti téren alakították ki a város központi buszpályaudvarát is.
A vasútvonal és a Nádor-vonal erődlánca között elterülő városrész a Singelő (Letecké pole). Szlovák nevét onnan kapta, hogy az 1920-as években az első Komáromba érkező repülőgép itt szállt le. Délről a vasútvonal (a vasútállomással aluljáró köti össze), északról félkörívben a Nádor-vonal erődvonala és bástyái (IV.-VII.) határolják. Túlnyomórészt családi házas beépítésű terület, csak déli részén, a Klapka és a Selye János utcákban található magasházas beépítés (Bástya-lakótelep). Nevét az egykori Singelő-dűlőről kapta. Az erődvonal megépültéig szántóföldek, rétek és mocsarak, később (mivel innen hordták el a sáncépítéshez szükséges földet) mély, vízjárta lapállyá vált. Az 1920-as években, a bástyák egy részének kiürítésével szükséglakások alakultak ki, majd a harmincas évek elejére az első utcák is kiépültek. A terület csak az 1965-ös árvíz után épült be, utcáit kezdetben római számokkal jelölték. A városrész kelet-nyugati tengelye a Komáromi Kacz Endre utca. 1991-ben az erődvonal VI. Bástyájában a Duna Menti Múzeum római kőtárát (lapidárium) rendezték be, az V. bástyában pedig galériát (T-galéria) rendeztek be. Itt nyílik az erődvonal Apáli-kapuja, melyen át a Vág holtágához juthatunk el, ahol üdülőtelep található. A Holt-Vágon túl terül el a Vág szabályozásakor kettévágott Apáli-sziget déli fele, mely már a 20. század elejétől a komáromiak kedvelt kirándulóhelye volt. Hétvégi házak, csónaktelepek találhatók itt, valamint a komáromi búvárklub edzőközpontja.
A város nyugati részén, a Magyarországra vezető vasútvonal és a Nádor-vonal közötti területet csak a 20. század folyamán építették be (korábban legelők és a komáromi tüzérség gyakorlótere volt errefelé), ma ez Komárom külvárosa, itt működik a legtöbb ipari létesítmény (hajógyár, cipőgyár, húsüzem), valamint a 2000-es évek elején itt építettek fel (a Pozsonyi út mentén) két nagy bevásárlóközpontot (Kaufland, Hypernova) is. Errefelé terült el a 8. században az avarok települése (temetőjüket a hajógyári munkásszállások építésekor tárták fel), melynek helyén később Bene falu alakult ki. Nevét az 1930-as években a Bene-dűlőben kialakult munkás-lakónegyed (Robotnícka štvrť) ma is viseli. A Nádor-vonal II. és III. bástyájának környékén az 1950-es évektől kezdve épültek ki az új lakótelepek, az erődvonal keleti előterében az I. (Barátság utcai), nyugati oldalán pedig a II. lakótelep, ez utóbbihoz az 1980-as években a Szövetkezet utcai lakótelep csatlakozott, NDK-licenc alapján épült nyolcemeletes Bauring-épületeivel. A vasútvonal déli oldalán a hatvanas években alakult ki családi házakból a Diófa sor és az Ipar utca. A nyugati városrészben található a Jókai Mór Alapiskola (korábban: Béke utcai) és a középfokú szaktanintézet az Építők utcájában. A Szabadság utcai szlovák alapiskolát 2004-ben szüntették meg.
Az Erzsébet-sziget orsó alakú dunai sziget, csaknem az egész város hosszában húzódik. Felső végén található a városi vízmű, melynél a 20. század elején széles földsávval kapcsolták a szigetet a városhoz. Napjainkban főként kertek és hétvégi házak találhatóak itt, híres platánfasoráról és történelmi emlékeiről.

## Külterületek, csatolt részek
- Gadóc (Hadovce) – a Gúta felé vezető út (573) mentén fekszik, a városközponttól 5 km-re északkeletre. Eredetileg két részből állt: az északabbra fekvő Kisgadócból és a déli Pusztagadócból. 1896-ban alapított mezőgazdasági szakközépiskolájához szép park tartozik. A településképet meghatározza egy hatalmas, romos állapotban levő magtárépület. Itt található a városi állatmenhely is.
- Gyulamajor (Ďulov Dvor) – az érsekújvári (64-es) főút mellett fekszik, a Vág-hídtól 4 km-re északnyugatra. Elsősorban családi házas lakónegyedként funkcionál. Nyugatra tőle feküdt az egykori Várfölde település, melynek nevét ma egy majorság viseli (szlovákul Zámocká pustatina).
- Harcsás (Harčáš) – a Duna partján fekvő külterület Kis- és Nagyharcsásból áll (Malý, Veľký Harčáš). Eredetileg ide tervezték az új Duna-híd felépítését, itt működik a város szelektív hulladékgyűjtő udvara.
- Kabátfalu vagy Partosújtelep (Nová Osada) – a Vág bal partján fekszik, a Nádor-vonaltól és a Holt-Vágtól mintegy 2 km-re, Gadóc szomszédságában. Itt ágazik ki a Vág-Dunából a Komáromi-főcsatorna, már a 19. században létrejött itt a partosi szivattyútelep. Az 1920-as években parcellázták fel a területet és az így létrejött települést Partosújtelepnek nevezték el, de a komáromiak Kabátfalunak nevezték. Lovasfarm is található itt.
- Kava – a középkori Coa település a tatárjárás után pusztaként települt újjá, 1954-ig Keszegfalvához tartozott. Kavicsgödör-tavai révén kedvelt nyári fürdőhely. 2000-ben 331 lakosa volt,[2] jelentős részük a környező kiterjedt tanyavilágban él.
- Kisizsa (Malá Iža) – a Vág-hídtól 1 km-re keletre fekszik, az Érsekújvárba vezető főút mentén. A párkányi út elágazásánál, az egykori Becsali-Csárda[3] helyén ma hétvégi telkes külterületek (Lúč, Tehelňa – utóbbi az egykor itt működött, 1745-ben alapított kincstári téglagyárról kapta nevét) találhatóak. A Vág bal partján feküdtek egykor a török háborúk során elpusztult Halas és Toldvár falvak.[4]
- Lándor vagy Lándorpuszta – az Öreg-Nyitra torkolatánál fekszik, a Kava felé vezető úton, mintegy 4 km-re az izsai útelágazástól. Korábban Hetény községhez tartozott. A középkori Nándor falu helyén települt puszta sokáig az esztergomi érsekség birtoka volt, a századfordulón a vármegye legnagyobb tehenészete itt működött.[5] 2000-ben 105-en lakták.[2] A Nyitra torkolatánál található a 86 hektár kiterjedésű Apáli Természetvédelmi Terület, mely az egykori Apáli-sziget (melyen sokáig a honfoglalás előtti időkből fennmaradt módon nyílásokra osztott városi kaszálók voltak) északi részének ártéri erdeit foglalja magában és 1954 óta élvez védelmet, mint a költöző madarak fontos pihenőhelye. Fényes Elek a következőket írja Lándorról 1851-ben: „Lándor, puszta, Komárom vmegyében, Komáromhoz 1 mfld. a Nyitra vize két mellékén fekszik. Belső és Külső-Lándorra oszlik s 3100 hold kiterjedésű. Szántóföld igen kevés van, csaknem egészen kaszálló rétekből állván, mellyek az árvíz által gyakran rongáltatnak. Birja az esztergomi érsek.”
- Örsújfalu (Nová Stráž) – 1980-ban csatolták a városhoz a Rozália tértől 6 km-re nyugatra, a Duna partján elterülő községet, melyhez két majorság is tartozik: Szentpálpuszta vagy más néven Pálmajor (Pavel), 2,5 km-re nyugatra a pozsonyi főút mellett; valamint Cserhát (Čerhát), Pálmajortól 2,5 km-re északra a Komáromi-főcsatorna partján.

## Külső hivatkozások
1. ↑  http://www.webcitation.org/query?url=http://www.geodesy.gov.sk/sgn/kusr09-2007.xls&date=2010-01-18+17:54:13
2. 1 2  Archivált másolat. [2007. december 11-i dátummal az eredetiből archiválva]. (Hozzáférés: 2007. december 15.)
3. ↑  A csárdát Feszty Árpád is megörökítette a Vasárnapi Újságban.
4. ↑  Gyulai Rudolf 1890: Komárom vármegye és város történetéhez. In: A Komárom-Vármegyei és Komárom Városi Történeti és Régészeti Egylet jelentése 4, 78.
5. ↑  http://www.mek.iif.hu/porta/szint/egyeb/lexikon/pallas/html/059/pc005920.html#9